# ساوت‌گیت (میشیگان)
ساوت‌گیت، میشیگان (به انگلیسی: Southgate, Michigan) یک شهر در ایالات متحده آمریکا با جمعیت ۳۰٬۰۴۷ نفر است که در میشیگان واقع شده‌است.